# Airport Narita
Airport Narita (エアポート成田 (Airport Thành Điền) Eapōto Narita) là tên của một chuyến "tốc hành" ("Rapid") dừng tại ít ga trên tuyến đường sắt ngoại ô ở Vùng thủ đô Tokyo bắt đầu hoạt động từ năm 1991 bởi Công ty Đường sắt Đông Nhật Bản (JR East). Nó khởi hành từ Kurihama tới Narita Airport Terminal 1 thông qua Tuyến Yokosuka, Tuyến Sōbu (Tốc hành), và Tuyến Narita, với tổng chiều dài là 152,5 km. Chỉ có các tàu chiều về Sân bay Narita mới mang tên Airport Narita; khi quay trở về theo chiều ngược lại (hướng về ga Tokyo) không được mang tên riêng nữa.

## Hành trình

### Kurihama→Ōfuna→Tokyo
Xem thêm Tuyến Yokosuka (tàu chạy dịch vụ Local trên tuyến này).

### Tokyo→Kinshichō→Chiba
Xem Tuyến Sōbu (Tốc hành) (tàu chạy dịch vụ Rapid trên tuyến này).

### Chiba→Sakura→Narita→Narita Airport Terminal 1
Chiba - Tsuga - Yotsukaidō - Monoi - Sakura - Shisui - Narita - Narita Airport Terminal 2·3 - Narita Airport Terminal 1

## Thế hệ tàu

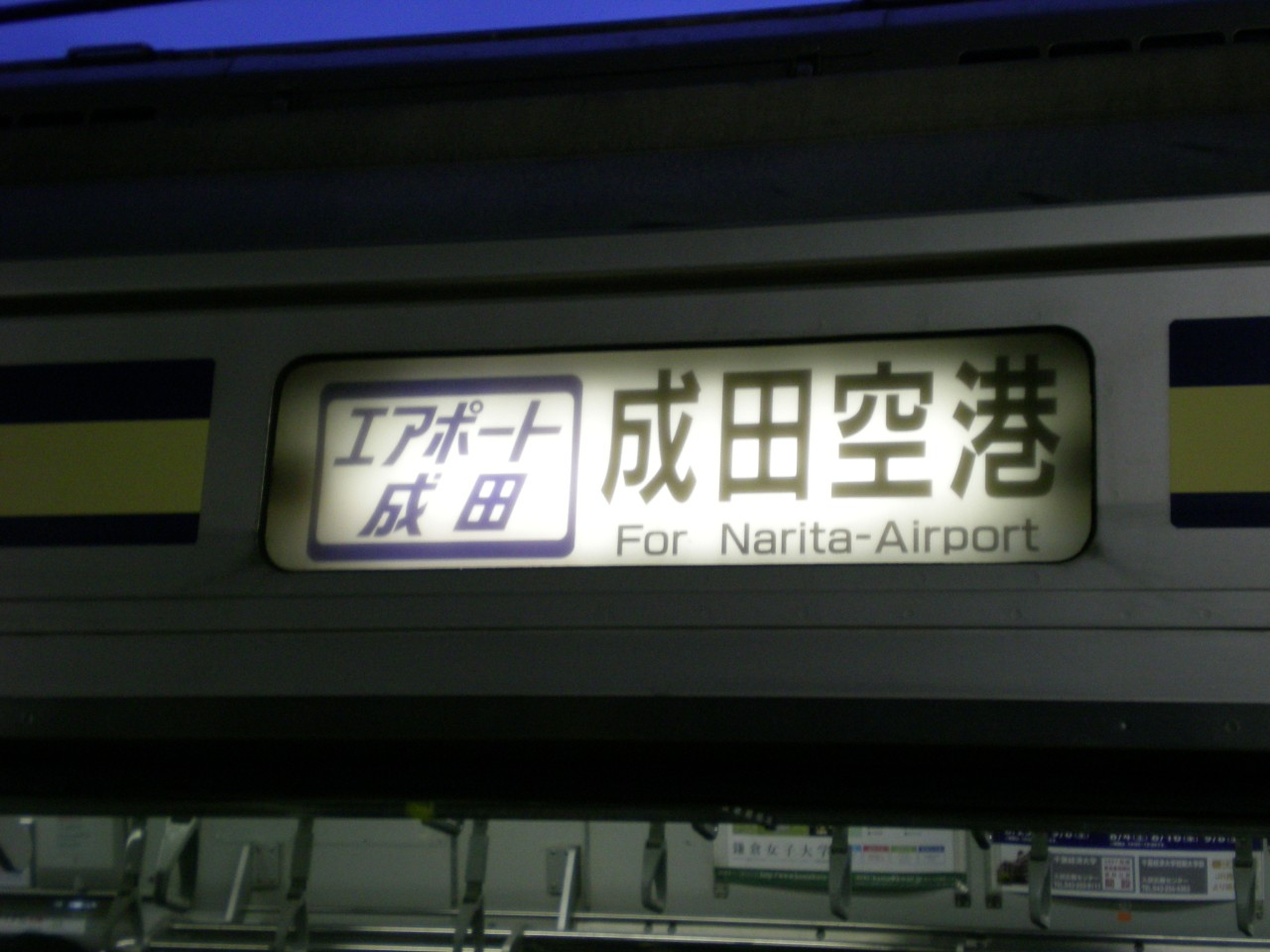
Thẻ chú thích điểm đến cuối được gắn trên tàu

Tất cả các chuyến Airport Narita đều sử dụng tàu điện (EMU) dòng E217.

## Lịch sử
Chuyến tốc hành Airport Narita được giới thiệu từ ngày 20 tháng 4 năm 1991 để bổ sung một lựa chọn đi lại rẻ hơn (nhưng chậm hơn) so với các chuyến tốc hành đặc biệt Narita Express, vừa được bắt đầu vào tháng trước đó. Ban đầu, có 16 chuyến hoạt động mỗi ngày, sử dùng tàu điện dòng 113, và wcj bảo dưỡng tại trạm depot ở Ōfuna và Makuhari. Các tàu cũng bao gồm một số toa "SaRo 124 Green" (hạng nhất), có chỗ để hành lý lớn hơn.
Kể từ khi bắt đầu lịch chạy tàu mới vào ngày 17 tháng 3 năm 2018, cái tên Airport Narita đã được thôi không sử dụng trên các chuyến tốc hành đi tới sân bay Narita, nhằm tránh nhầm lẫn (đặc biệt với khách du lịch nước ngoài) với các chuyến tốc hành đặc biệt Narita Express cũng đi đến Sân bay quốc tế Narita.